# 球迷報
《球迷报》创刊于1985年7月，是天津日报集团旗下体育报纸。 2017年12月29日，《球迷》报宣布自2018年1月1日起正式休刊。